# Веллингтонский фуникулёр
Веллингтонский фуникулёр (англ. Wellington Cable Car, Канатная дорога Веллингтона) — вид городского общественного транспорта в столице Новой Зеландии. По своей сути это фуникулёр, хотя название «cable car» ближе к понятию «канатный трамвай». Один из главных туристических символов Веллингтона.

## Расположение

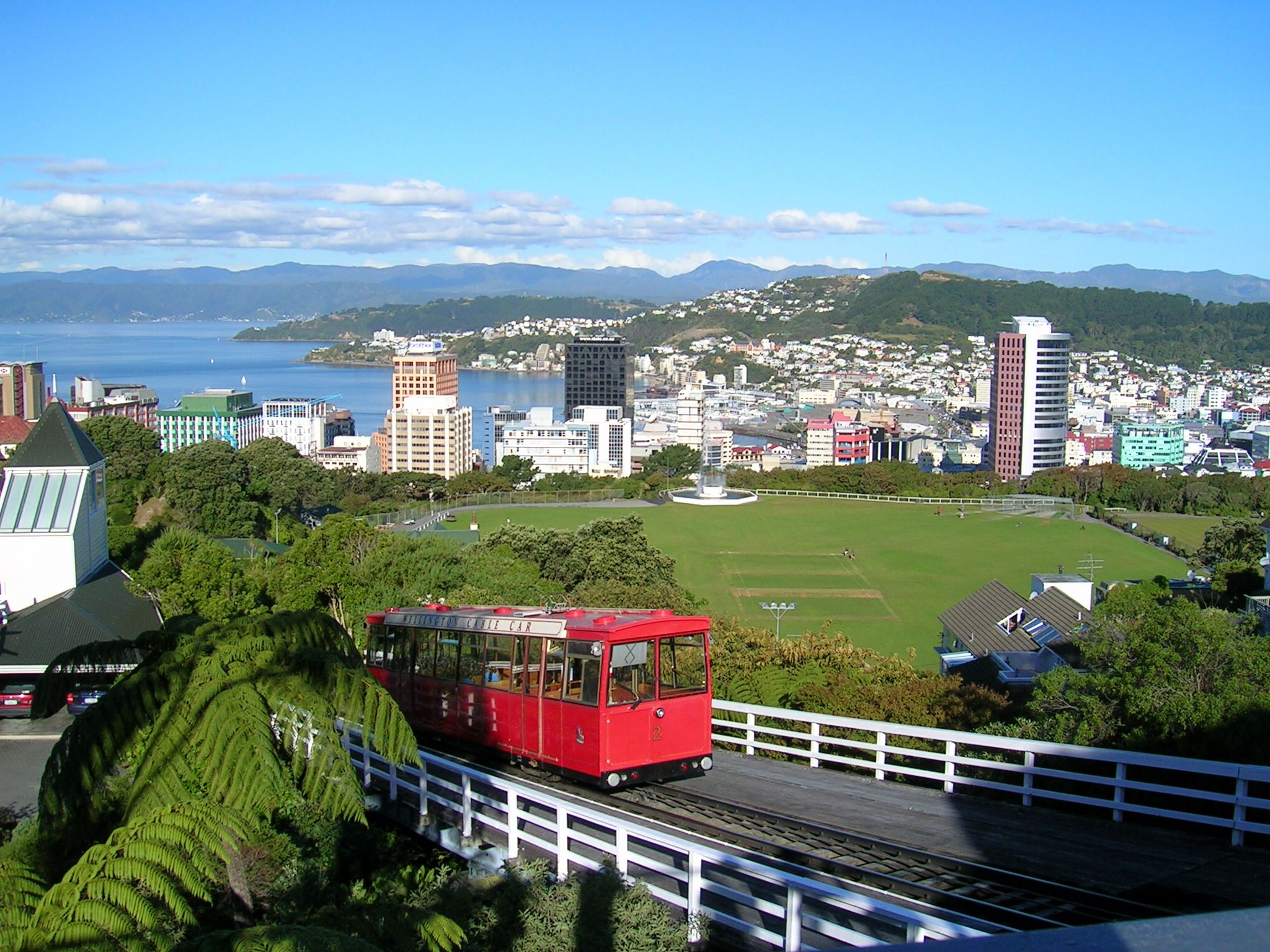
Wellington Cable Car

Поднимается от набережной Лэмбтон (англ. Lambton Quay) к пригороду Веллингтона — Келберну (англ. Kelburn) на высоту 120 м, где расположен Веллингтонский ботанический сад. Длина пути — 612 м. Маршрут занимает 5 минут.

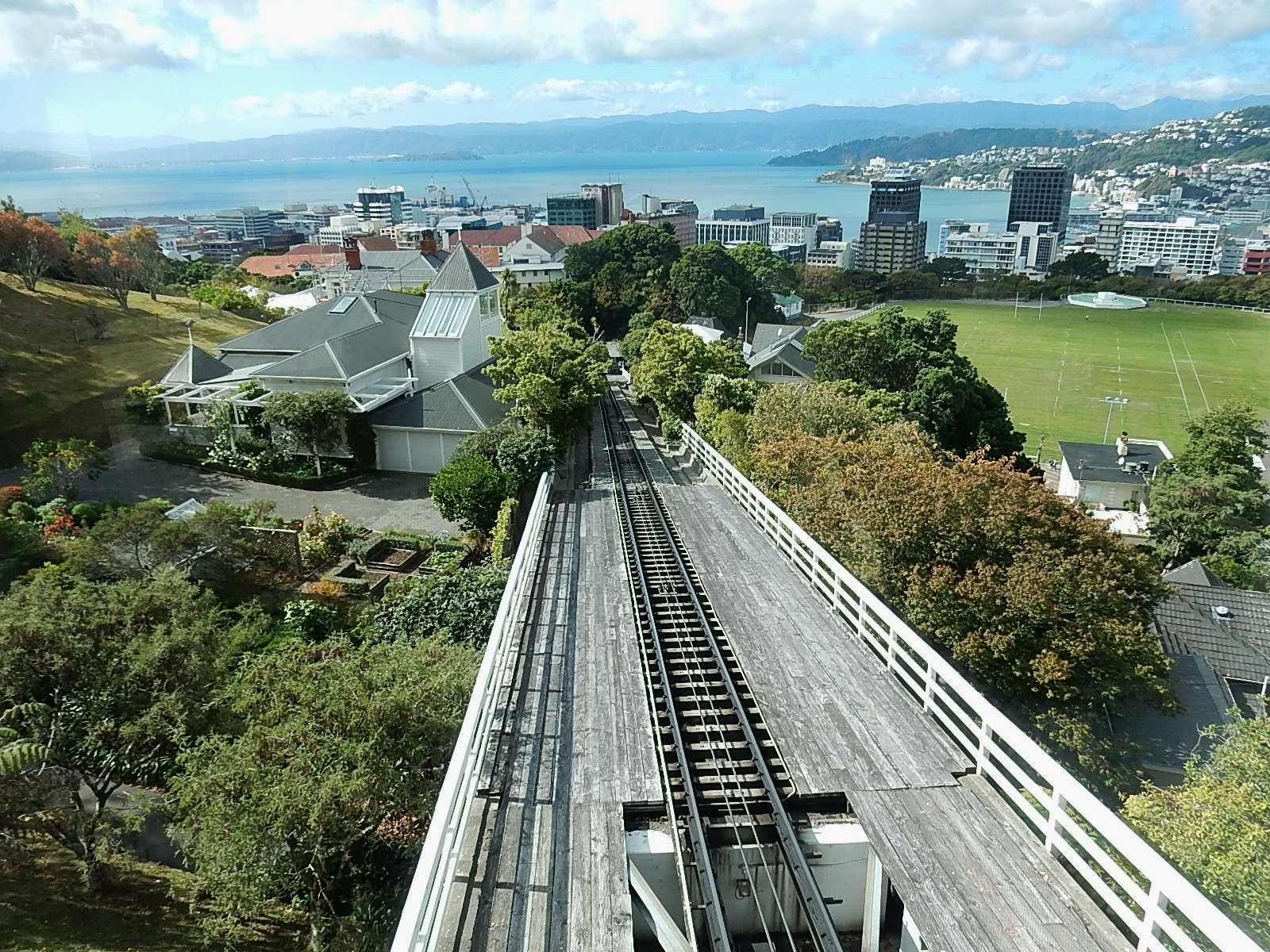
Путь